# DK (chanteur)
Dans ce nom coréen, le nom de famille, Kim, précède le nom personnel.
Pour les articles homonymes, voir DK et Kim.
DK (né le 3 janvier 1997), de son vrai nom Kim Dong-hyuk (coréen : 동혁), est un chanteur et danseur sud-coréen. Il est connu en tant que membre du boys band sud-coréen iKON.

## Vie privée
Son père est décédé alors qu'il n'avait que huit ans. Il a une petite sœur. 

## Filmographie

### Télévision
| Année | Émission                    |
| ----- | --------------------------- |
| 2013  | WIN: Who Is Next?           |
| 2014  | WINNER TV                   |
| 2014  | Mix & Match                 |
| 2016  | Two Yoo Project – Sugar Man |
| 2016  | Kpop Star 5                 |
| 2018  | iKON TV                     |